# Rádula

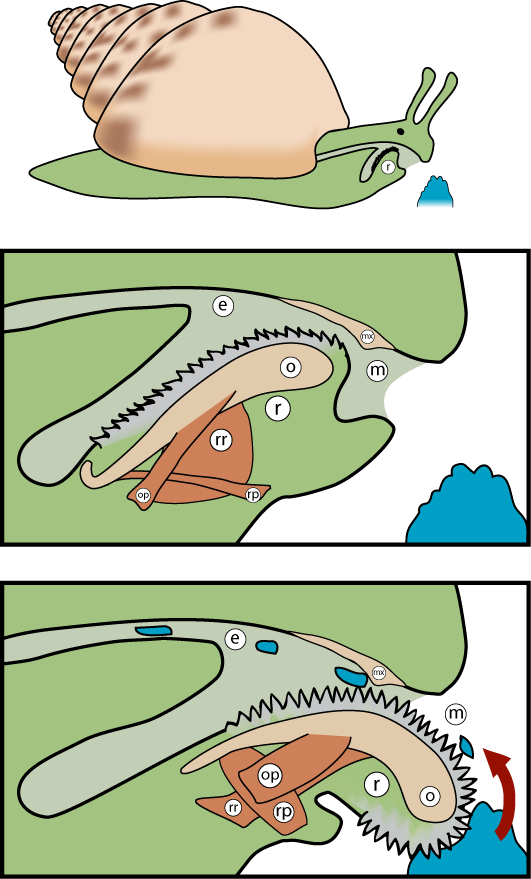
Corte transversal da cavidade bucal.
e - esófago
m - boca
mx - maxila
o - odontóforo
op - músculo protactor do odontóforo
r - rádula
rp - músculo protactor da rádula
rr - músculo retractor da rádula

A rádula (do latim radŭla-, «lima; raspador») é uma estrutura que se situa na base da boca dos moluscos, sobretudo, gastrópodes, com a qual estes raspam o alimento. É constituída por filas de pequenos dentes curvos, os quais cobrem uma estrutura muscular lingual, existente no interior da faringe do molusco.

## Composição
O aparelho radular consiste em duas partes:
- uma base cartilaginosa (odontóforo), com o músculo protactor do odontóforo, o músculo protactor da rádula e o músculo retractor da rádula.
- a rádula propriamente dita, com a sua fila longitudinal de dentes quitinosos e recurvados.

O odontóforo pode-se mover e é projectável. A rádula propriamente dita pode-se mover por cima do odontóforo. Através desta acção, os dentes radulares ficam erectos. A ponta do odontóforo raspa assim a superfície, enquanto que os dentes cortam o material e empurram-no em direcção ao esófago, até ao tracto digestivo.
Estas acções, de maneira contínua, desgastam os dentes frontais. Novos dentes são continuamente formados na parte posterior da cavidade bucal, no saco radular. Vão depois se movimentando até substituirem os dentes mais desgastados da parte frontal.
A produção de dentes é rápida (algumas espécies produzem até cinco fileiras por dia). O número total de dentes presente depende da espécie de molusco e poderá chegar até aos 100.000. Uma grande quantidade de dentes numa fileira é considerada uma característica primitiva, mas tal não é sempre verdade. O maior número de dentes por fileira é encontrado em Pleurotomariidae (gastrópode), com mais de 200 dentes por fileira (Hyman, 1967). A forma e o arranjo dos dentes é uma adaptação ao regime alimentar da espécie em questão.
Os dentes radulares são lubrificados por uma mucosidade produzidas pelas glândulas salivares que se encontram localizadas mesmo acima da rádula. As partículas alimentares ficam aprisionadas neste muco pegajoso, facilitando a movimentação do alimento em direcção ao esófago.
Alguns gastrópodes usam a sua rádula para caçarem outros gastrópodes e outros moluscos bivalves. Alguns possuem um único dente radular que tem a forma de um arpão que pode ser projectado em direcção a uma presa. Por vezes, conjuntamente com a projecção do arpão é também libertada uma neurotoxina.

## Arranjo espacial
O número, forma e arranjos específicos dos dentes em cada fileira transversal é consistente numa rádula, e os diferentes padrões poderão ser utilizados para diagnosticar diferentes espécies.
Cada fileira de dentes consiste em:
- um dente central
- de cada lado: um ou mais dentes laterais
- finalmente: um ou mais dentes marginais.

Este arranjo dos dentes pode ser expresso numa fórmula, com as seguintes abreviaturas:
- R: designa o dente central (no caso da ausência de dente central é usado o zero (0).
- os dentes laterais são designados por um número específico ou por D no caso de os dentes laterais serem dominantes.
- os dentes marginais são designados por um número específico ou, no caso de serem em número apreciável, pelo símbolo de infinito.

Isto poderá ser expresso numa fórmula típica:
3 + D + 2 + R + 2 + D + 3
significando: de cada lado, 3 dentes marginais, um dente lateral dominante, 2 dentes laterais e um dente central.
Existem sete tipos básicos de arranjo radular:
- rádula docoglossa : em cada fileira existe um dente central, normalmente de pequenas dimensões, flanqueado por 1-3 dentes laterais (o mais exterior, dominante) e por alguns (3 no máxima) dentes marginais. O dente central poderá estar ausente. Este é o tipo de rádula mais primitivo e pode-se assumir que representa uma condição plesiomórfica: presente nos moluscos mais antigos (Eogastropoda e Polyplacophora).
  - fórmula : 3 + D + 2 + R + 2 + D + 3
  - ou : 3 + D + 2 + 0 + 2 + D + 3
- rádula ripidoglossa : um grande dente central e simétrico, flanqueado de cada lado por vários (normalmente 5) dentes laterais e por uma quantidade numerosa de dentes em forma de leque e com disposição compactada (exemplos típicos : Vetigastropoda, Neritomorpha). Este tipo de organização radular representa um nível de complexidade maior que o apresentado pela rádula docoglossa.
  - fórmula : ∞ + 5 + R + 5 + ∞
  - No caso de haver um dente lateral dominante:  ∞ + D + 4 + R + 4 + D + ∞
- rádula histricoglossa: cada fileira com dentes laterais lamelados. Centenas de dentes laterais, uniformes e em forma de tufo na ponta (exemplo típico : Pleurotomariidae).
  - Como exemplo, a fórmula radular de Pleurotomentes em cada fileira: um dente central flanqueado por um dente lateral e 2 dentes marginais (característico da maioria dos Caenogastropoda).
- felipe smith
  - fórmula : 2 + 1 + R + 1 + 2
- rádula ptenoglossa : fileiras sem dente central mas com uma série de várias dentes marginais uniformes (exemplo típico : Epitonioidea).
  - fórmula :  n + 0 + n
- rádula estenoglossa : cada fileira possui um dente central e um dente lateral de cada lado (ou sem dente lateral, na maioria dos casos) (existente na maior parte dos Neogastropoda).
  - fórmula : 1 + R + 1
  - or : 0 + R + 0
- rádula toxoglossa : Os dentes central ou são muito pequenos ou estão ausentes. Cada fileira tem apenas 2 dentes, dos quais apenas um é utilizado em determinado momento. Estes dentes são longos e pontiagudos, com canais de veneno (neurotoxinas) e não estão firmamente ligados à placa basal. Desta maneira, os dentes poderãoer individualmente transferidos em direcção ao probóscis e ejectados como um arpão em direcção a possíveis presas (exemplo típico : Conoidea).
  - fórmula : 1 + 0 + 1

## Evolução radular
Estes tipos de rádula mostram uma evolução nos gastrópodes: de um padrão de alimentação herbívoro para um de características carnívoras. Para raspar algas de maneira favorável são necessários muitos dentes, de acordo com os três primeiros tipos apresentados. Os tipos carnívoros necessitam de menos dentes, especialmente os laterais e os marginais. A rádula ptenoglossa situação numa posição intermediária e é típica dos gastrópodes adaptados a uma vida parasíticas em pólipos.